# Chapelle Blanchet
La chapelle Blanchet, aussi nommée chapelle des papeteries, est une chapelle située à Rives, dans le département de l'Isère. Elle est labellisée Patrimoine en Isère.

## Localisation
La chapelle est située dans le quartier du Bas-Rives, dans la commune de Rives, sur le côté gauche de la route de l'Étang en direction de Réaumont. Elle domine les bâtiments des anciennes papeteries Blanchet Frères et Kléber du Bas-Rives.

## Description architecturale
De style romano-byzantin, la chapelle a une longueur de 12 m et une largeur de 6 m. Elle est constituée d'une nef unique divisée en trois travées. Son chœur est orientée vers le Nord-Ouest. Le portail de la chapelle est surmonté d'un important d'un clocheton ajouré.

## Historique
La chapelle a été construite en 1847 par la famille Blanchet, une famille d'industriels papetiers de Rives du XIXe siècle pour permettre à la famille et aux membres du personnel de la papeterie d’assister à la messe car l'église de la paroisse était jugée trop éloignée.
La construction de la chapelle a été confiée à l'architecte Alfred Berruyer et sa décoration à Alexandre Debelle.
Laissée à l'abandon pendant plusieurs années, des maçonneries extérieures et des décors intérieurs se sont détériorés ou ont disparu. Les colonnettes en molasse du clocheton subissaient l'érosion et menaçaient de rompre et provoquer l'écroulement du clocheton. Sous l'impulsion de l'Association rivoise de défense de l'environnement et patrimoine (ARDEP), qui était propriétaire de la chapelle depuis 1987, la commune de Rives rachète la chapelle et lance un programme de rénovation de 2003 à 2006 ; programme auquel participe notamment l'atelier Berthier-Bessac,. L'inauguration de la chapelle entièrement restaurée a lieu au début de l'année 2007.

## Galerie de photographies

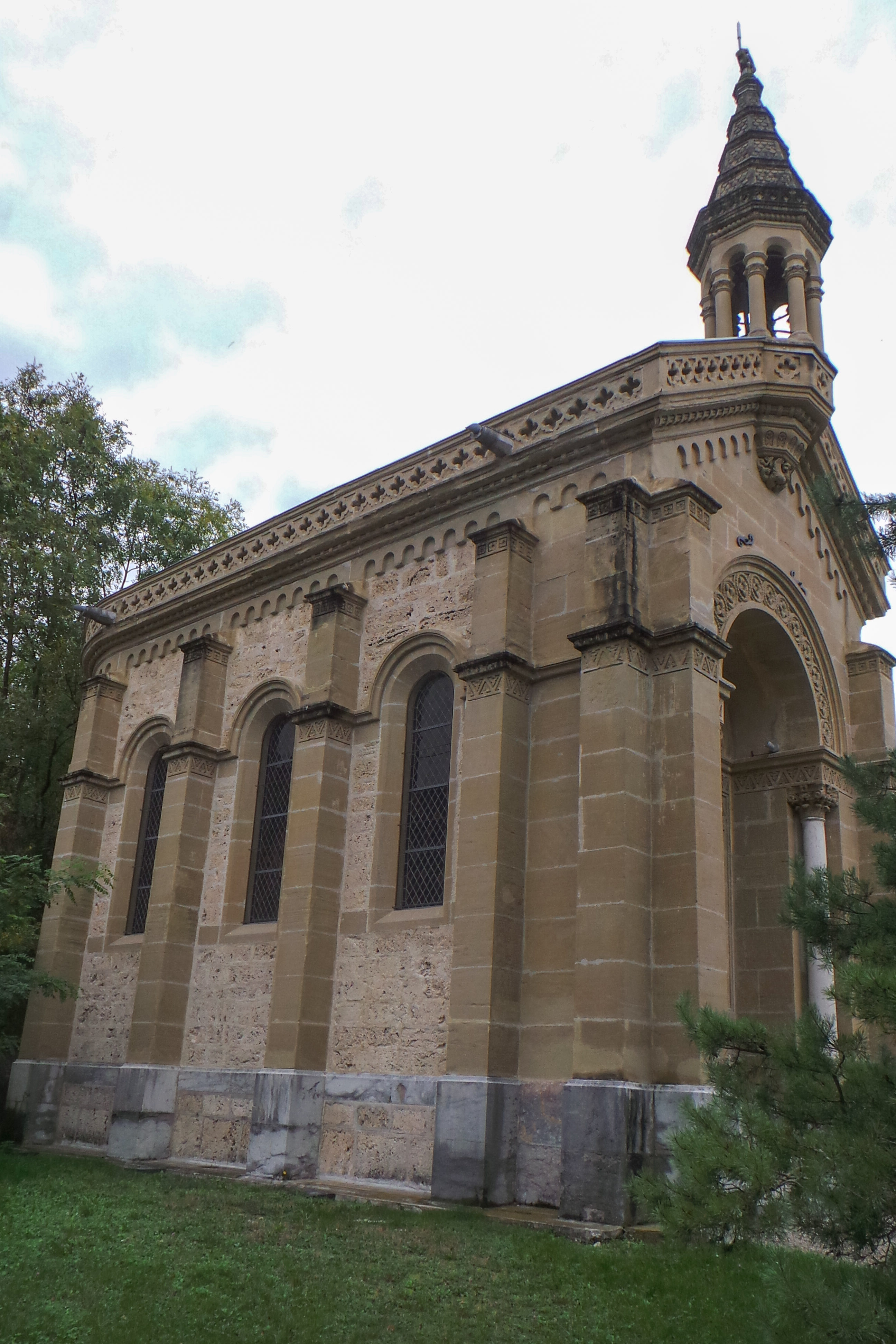
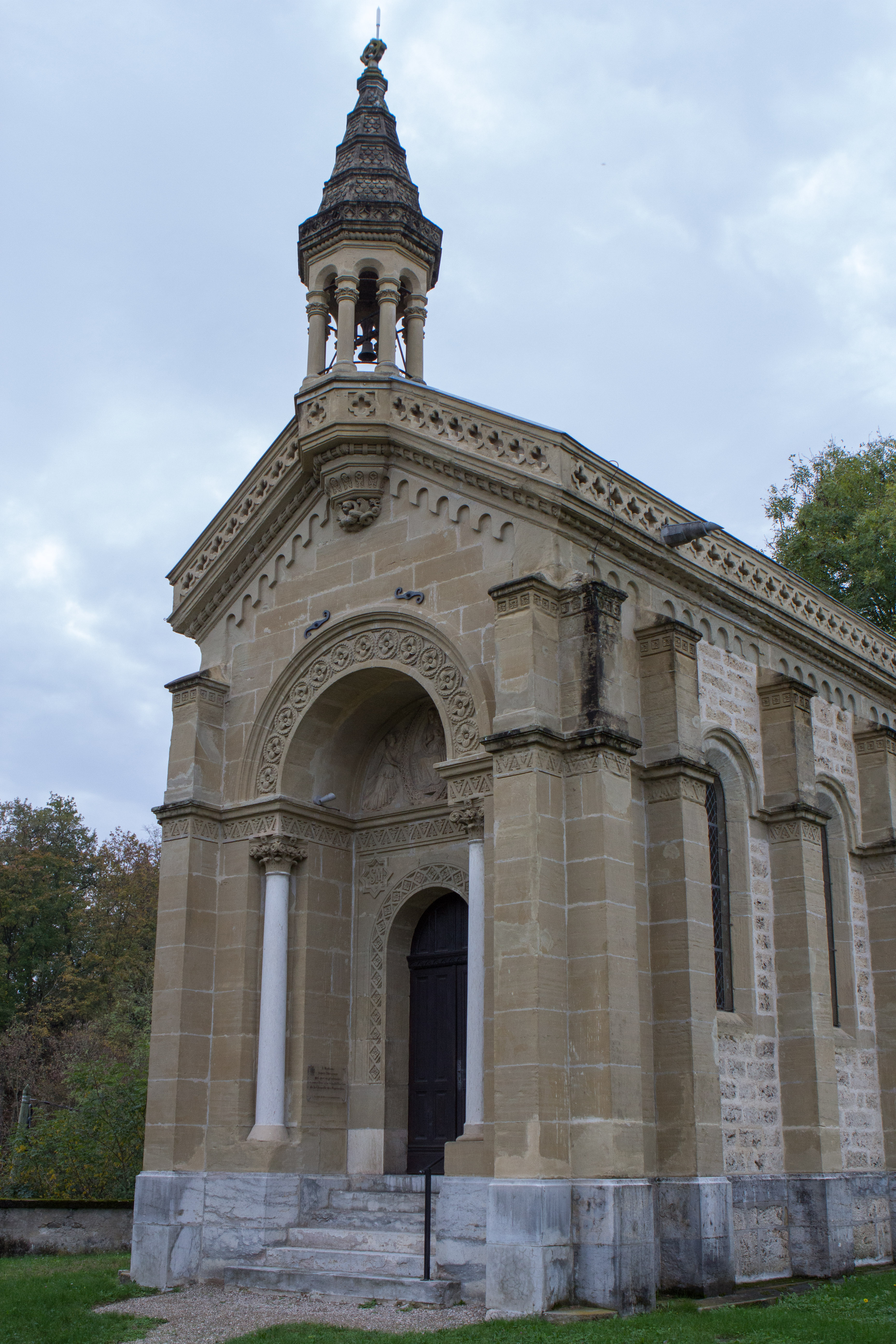
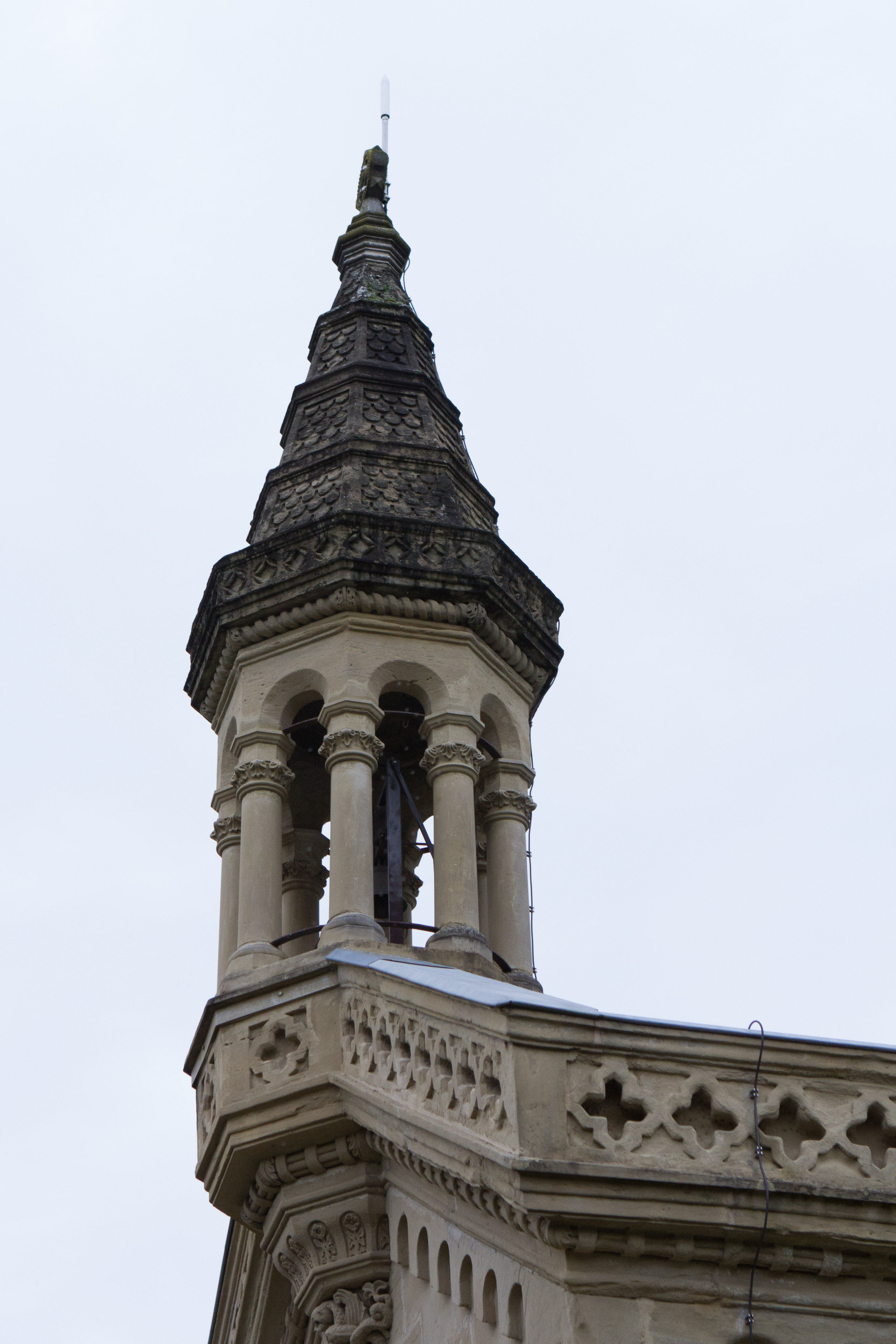